# 愛知県立愛西工科高等学校
愛知県立愛西工科高等学校（あいちけんりつ あいさいこうかこうとうがっこう）は、愛知県愛西市渕高町蔭島にある公立高等学校。

## 沿革
- 1976年（昭和51年） - 愛知県立津島商工高等学校（現在の愛知県立津島北翔高等学校）の工業系学科を実質継承して愛知県立佐織工業高等学校開校（機械科、繊維工学科、色染化学科、電子工学科）。
- 1977年（昭和52年） - 建築科を新設。
- 1978年（昭和53年） - 定時制課程を併設（機械科）。
- 1984年（昭和59年） - 繊維工学科と色染化学科を統合、繊維工業科を新設。
- 1996年（平成8年） - 定時制課程を募集停止。
- 2004年（平成16年） - 繊維工業科を募集停止、電子機械科を新設。
- 2021年（令和3年）4月 - 愛西工科高等学校に校名変更[1]。電子機械科をロボット工学科に改編、建築科を建築デザイン科に改称。

## 設置学科

### 全日制課程
機械・電気系
1年次は以下の3学科共通のカリキュラム。1年次の終盤に学科を選択する。
- 機械科
- ロボット工学科
- 電子工学科

建設系
- 建築デザイン科

## 部活動

### 運動部
- 硬式野球部
- サッカー部
- テニス部
- バスケットボール部
- バレー部
- ハンドボール部
- 卓球部
- 陸上競技部
- 柔道部
- 剣道部
- 水泳部
- アウトドア部

### 文化部
- 機械研究部
- 電子機械研究部
- 電子工学研究部
- 建築研究部
- アート部
- 広報部

## 著名な出身者
- 中野博（元プロボクサー）

## 最寄り駅
- 名鉄尾西線：渕高駅